# Adrados (Segovia)
Adrados ist ein Ort und eine Gemeinde (municipio) mit 123 Einwohnern (Stand: 2024) in der zentralspanischen Provinz Segovia in der Autonomen Region Kastilien-León. 

## Lage und Klima
Adrados liegt in der kastilischen Meseta in ca. 880 m Höhe ungefähr 51 Kilometer (Fahrtstrecke) nördlich der Provinzhauptstadt Segovia. Das Klima ist gemäßigt bis warm; Regen (597 mm/Jahr) fällt mit Ausnahme der trockenen Sommermonate übers Jahr verteilt.

## Bevölkerungsentwicklung
| Jahr      | 1970 | 1981 | 1991 | 2001 | 2011 | 2021 |
| Einwohner | 501  | 378  | 274  | 196  | 165  | 125  |

## Sehenswürdigkeiten

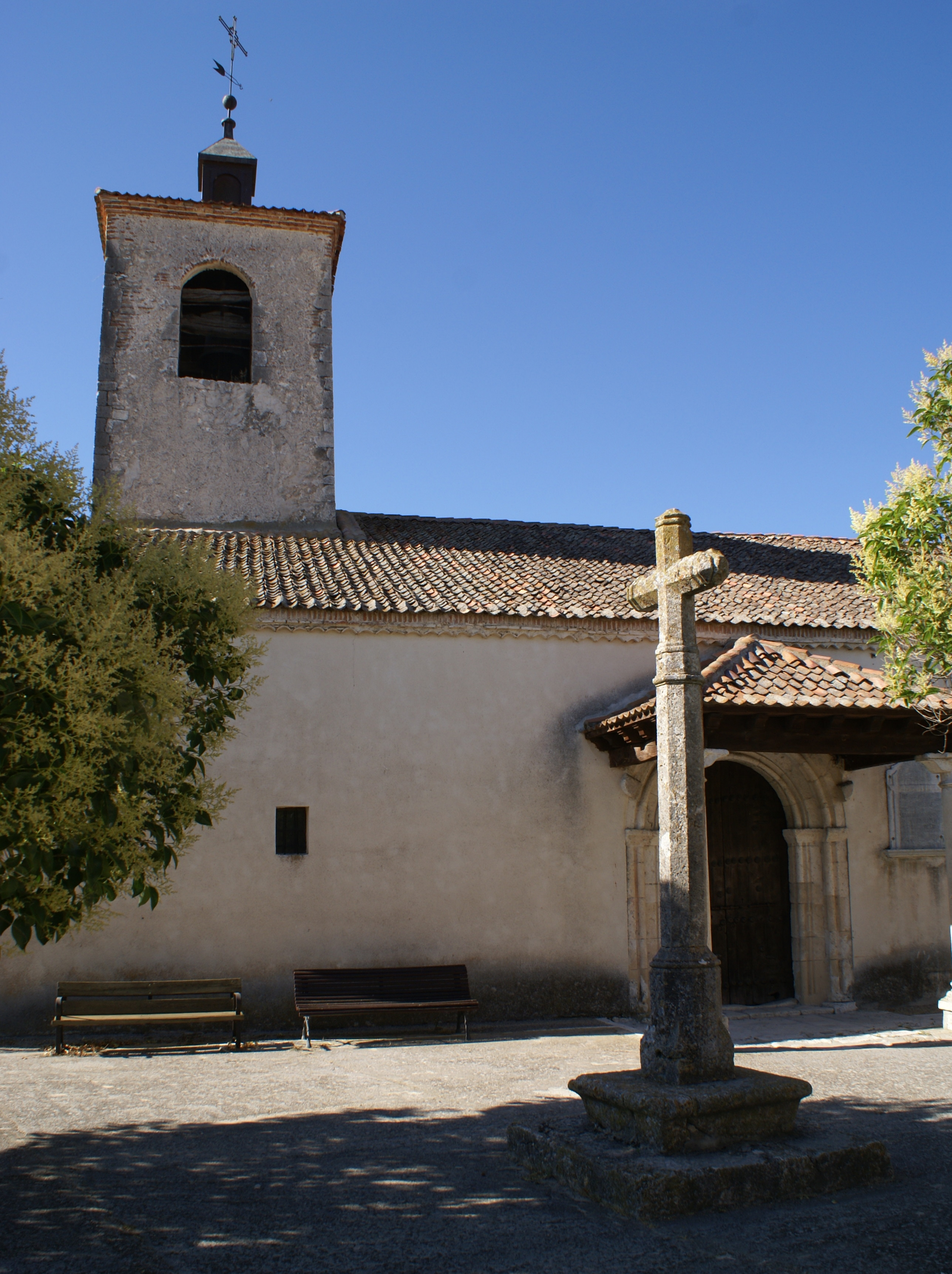
Kirche Mariä Geburt
- Ruine der Benediktskapelle

- Kirche Mariä Geburt